# 北聖佩德羅
北聖佩德羅（西班牙語：San Pedro del Norte），是尼加拉瓜的城鎮，位於該國西部，由奇南德加省負責管轄，始建於1889年4月9日，面積72平方公里，海拔高度464米，2005年人口4,719，人口密度每平方公里65.54人。
13°16′N 86°53′W / 13.267°N 86.883°W